# Jopich
Joupicht är ett vattendrag i Luxemburg.   Det ligger i distriktet Diekirch, i den norra delen av landet, 40 kilometer norr om huvudstaden Luxemburg.
I omgivningarna runt Joupicht växer i huvudsak blandskog. Runt Joupicht är det ganska glesbefolkat, med 35 invånare per kvadratkilometer.